# Storabborrtjärnen (Bodums socken, Ångermanland)
Storabborrtjärnen är en sjö i Strömsunds kommun i Ångermanland och ingår i Ångermanälvens huvudavrinningsområde.